# Kvantna kriptografija
Kvantna kriptografija je nauka o eksploataciji kvantnih mehaničkih svojstava za obavljanje kriptografskih zadataka. Najpoznatiji primer kvantne kriptografije je kvantna distribucija ključeva koja nudi teoretski sigurno rešenje problema ključne razmene. Kvantna kriptografija ili kvantna distribucija ključa (QKD) koristi kvantnu mehaniku kako bi omogućila bezbednu komunikaciju. Ona omogućava dvema stranama da kreiraju zajednički nasumični bit string poznat samo njima, koji se može koristiti kao ključ za enkripciju i dekripciju poruka.
Važno i jedinstveno svojstvo kvantne kriptografije jeste sposobnost dva korisnika koja komuniciraju da uoče prisustvo treće strane koja pokušava da otkrije informacije o ključu. Ovo potiče od osnovnih aspekata kvantne mehanike: proces merenja kvantnog sistema u suštini narušava sam sistem. Treća strana koja pokušava da prisluškuje ključ ga na neki način mora meriti i tako izaziva nepravilnosti koje se mogu primetiti. Koristeći kvantne superpozicije ili kvantne isprepletenosti i prenoseći informacije u kvantnim stanjima može se implementirati sistem komunikacije koji je sposoban da prepozna prisluškivanje. Ako je nivo prisluškivanja ispod određenog praga vrednosti, može se stvoriti ključ koji će sigurno biti bezbedan (tj. prisluškivač neće moći da dođe do informacija o njemu), u suprotnom nije moguće ostvariti bezbedan ključ i komunikacija se prekida.
Bezbednost kvantne kriptografije se oslanja na osnove kvantne mehanike u poređenju sa tradicionalnom kriptografijom javnog ključa koja se oslanja na računsku težinu pojedinih matematičkih funkcija, i ne može da pruži indikacije o prisluškivanju ili garancije za sigurnost ključa.
Kvantna kriptografija se samo koristi za kreiranje i distribuciju ključa, ne i da prenese poruku sastavljenu od podataka. Ovaj ključ se može koristiti sa bilo kojim algoritmom za enkripciju po izboru, za enkripciju (i dekripciju) poruke koja se može prenositi preko standardnog kanala za komunikaciju. Algoritam koji se najčešće dovodi u vezu sa QKD-om je „one-time pad“ i njegova bezbednost je proverljiva kad se koristi sa tajnim, nasumičnim ključem.

## Istorija
Kvantna kriptografija je prvi put predstavljena od strane Stephena Wiesnera, na Kolumbija Univerzitetu u Njujorku, koji je ranih 70-ih godina prošlog veka predstavio koncept kvantnog kodiranja. Njegov rad, pod naslovom „Kodiranje konjugata“ (engl. Conjugate Coding) je bio odbačen od strane žurnala IEEE Informaciona Teorija, ali ipak biva objavljen 1983. godine u SIGACT News. U tom radu on je pokazao kako smestiti i poslati dve poruke koje su kodirane u dve „srodne pojave“, kao što je linearna i cirkularna polarizacija svetla, tako da bilo koja, ali ne obe, mogu biti poslate, primljene i dekodirane. Svoju ideju je ilustrovao kroz novčanice koje je nemoguće falsifikovati. Deset godina kasnije, nastavljajući njegov rad, Čarls H. Benet iz IBM centra za istraživanje, i Žiles Brasard sa univerziteta u Montrealu, predložili su metodu za sigurnu komunikaciju koja je bila zasnovana na Viesnerovim „srodnim pojavama“. Nezavisno od njih Artur Ekert sa univerziteta u Oksfordu je 1990. godine razvio je drugačiji pristup kvantnoj kriptografiji zasnovanoj na kvantnim korelacijama poznatim kao kvantna isprepletanost.

## Kvantna razmena ključa
Kvantna komunikacija podrazumeva kodiranje informacija u kvantna stanja ili qubit-e, nasuprot bitovima koji se koriste u klasičnoj komunikaciji. Obično se fotoni koriste za ova kvantna stanja. Kvantna kriptografija koristi pojedina svojstva ovih kvantnih stanja da bi osigurala bezbednost. Postoji nekoliko različitih pristupa distribuciji kvantnog ključa koji se mogu podeliti u dve glavne kategorije u zavisnosti od toga koja svojstva koriste.

### Protokoli “pripremi i izmeri”
Za razliku od klasične fizike, postupak merenja je sastavni deo kvantne mehanike. Opšte uzevši, merenje nepoznatog kvantnog stanja će promeniti to stanje. Ova pojava je poznata kao kvantna neodređenost i počiva na rezultatima poput Hajzebergovog principa neodređenosti, Teoreme o narušavanju informacija i Teoreme o ne-kloniranju. To se može iskoristiti kako bi se otkrivali pokušaji prisluškivanja komunikacijskog kanala i, što je još važnije, da bi se izračunala količina informacija koja je presretnuta.

### Protokoli zasnovani na isprepletanosti
Kvantna stanja dva ili više odvojena objekta mogu postati povezana tako da se mogu opisati kao kombinovano kvantno stanje a ne kao individualni objekti. To znaci da će
sprovođenje merenja na jednom objektu uticati na drugi objekat. Ako se isprepleteni par objekata pošalje komunikacijskim kanalom, pokušaj presretanja bilo koje čestice ce prouzrokovati promenu kompletnog sastava, što ce dovesti do otkrića treće strane, tj. napadača u komunikacijskom kanalu (kao i količine informacija do koje se dospelo).
Ova dva pristupa se nadalje mogu podeliti u tri porodice protokola: diskretne varijable, kontinuirane varijable i distribuirano fazno referentno kodiranje. Protokoli zasnovani na diskretnim varijablama su prvi nastali i do današnjih dana su najrasprostranjeniji. Protokoli ostalih dveju grupa su uglavnom orijentisani ka savladavanju praktičnih ograničenja u eksperimentima. Dva protokola čiji opis sledi oba koriste kodiranje zasnovano na diskretnim varijablama.

### E91 protokol: Artur Ekert (1991)
Ekertova šema koristi isprepleteni par fotona. Oni mogu biti kreirani od strane Alise, Boba ili nekog nezavisnog izvora, uključujući Evu koja prisluškuje. Fotoni se distribuiraju tako da Alisa i Bob dobiju po jedan foton iz svakog para. Ova se šema zasniva na dva svojstva isprepletenosti fotona. Prvo, isprepletena stanja su savršeno povezana u smislu da ako i Alisa i Bob mere da li njihove čestice imaju vertikalnu ili horizontalnu polarizaciju, uvek dobijaju isti odgovor sa stoprocentnom verovatnoćom. Isto je i ako oboje mere bilo koji drugi par komplementarnih (ortogonalnih) polarizacija. Međutim, konkretni rezultati su potpuno nasumični; Alisa ne može da predvidi da li će ona (a tako i Bob) dobiti vertikalnu ili horizontalnu polarizaciju.
I drugo, bilo koji Evin pokušaj prisluškivanja uništava korelaciju između fotona na način koji Alisa i Bob mogu detektovati.

## Pojačanje privatnosti i poravnanje informacija
Gore opisani protokoli kvantne kriptografije obezbeđuju Alisi i Bobu gotovo identične zajedničke ključeve, uz predviđanje razilaženja među ključevima. Ove razlike mogu biti prouzrokovane prisluškivanjem, ali i nesavršenostima u vezi prenosa i detektorima. Kako je nemoguće napraviti razliku među ovim dvema vrstama grešaka, garantovana sigurnost nalaže pretpostavku da su sve greške posledica prisluškivanja. Uzevši u obzir da je procenat grešaka manji od određene norme (20% od aprila 2007.), dva koraka se mogu sprovesti da bi se prvo uklonili netačni bitovi a zatim svela Evina saznanja o ključu na zanemarljivo malu vrednost. Ova dva koraka su poznata kao poravnanje informacija i pojačanje privatnosti, tim redom kako su prvi put i predstavljeni 1992.
Poravnanje informacija predstavlja način ispravljanja grešaka koji se sprovodi između ključeva Alise i Boba, u pokušaju osiguravanja identičnosti oba ključa. Postupak se sprovodi javnim kanalom te je tako od najveće važnosti svesti na minimum poslate informacije o ključevima jer ih Eva može pročitati. Uobičajeni protokol je kaskadni protokol, predložen 1994. On se odvija u nekoliko faza, gde se oba ključa dele u blokove u svakoj fazi i upoređuje se paritet tih blokova. Ako se pronađe razlika u paritetu sprovodi se binarna pretraga da bi se našla i ispravila greška. Ako se javi greška u bloku iz prethodne runde koja je imala tačan paritet onda mora da se u istom bloku nalazi još jedna greška; ova greška se pronalazi i ispravlja kao i ranije. Ovaj se proces provodi rekurzivno i nakon što se svi blokovi uporede te sve faze završe Alisa i Bob će imati iste ključeve sa visokom verovatnoćom. Međutim, Eva će takođe dobiti dodatne informacije o ključu iz razmenjenih pariteta informacija.
Pojačanje privatnosti predstavlja metod za smanjivanje i efektivno uklanjanje delimičnih informacija koje Eva ima o ključu Alise i Boba. Te delimične informacije mogu biti rezultat prisluškivanja kvantnog kanala tokom prenosa ključa (tako uvodeći uočljive greške) ili javnog kanala tokom poravnanja informacija (gde se pretpostavlja da Eva dospeva do svih mogućih informacija o parnosti). Pojačanje privatnosti koristi Alisin i Bobov ključ za stvaranje novog, kraćeg ključa na takav način da Eva ima samo zanemarive informacije o novom ključu. To se može postići korišćenjem funkcija sažimanja, koje kao ulazni parametar primaju binarni niz dužine ključa i kao izlaz daju binarni niz kraće dužine. Novi ključ se sažima na temelju količine informacija koje je Eva mogla saznati o starom ključu što se zna iz količine grešaka koje postoje. Na taj način se smanjuje verovatnoća da Eva ima bilo kakve informacije o novom ključu na vrlo
male vrednosti.

## Primena
Sistem sa najvećom brzinom prenosa koji je trenutno demonstriran razmenjuje sigurne ključeve na brzini od 1 Mbit/s (preko 20 km optičkih vlakana) i 10 kbit/s (preko 100 km vlakana), što se postiže u saradnji Univerziteta u Kembridžu i kompanije Tošiba koristeći  protokol s decoy/lažnim pulsevima.
Od marta 2007. najveća udaljenost na kojoj je razmena kvantnog ključa demonstrirana koristeći optička vlakna je 148.7 km, ostvarena od strane Los Alamos National Laboratory/NIST grupe koristeći BB84 protokol. Važno je to da je distanca dovoljno velika za svako prožimanje koje može biti potrebno u današnjim mrežama od vlakana. Najveće ostvareno rastojanje za DKK u slobodnom prostoru je 144 km između dva Kanarska ostrva, postignuto od strane evropskog udruženja koristeći isprepletene fotone (Ekertova šema) 2006. Godine i koristeći modifikovan BB84 protokol u 2007. Eksperiment nalaže da je prenos do satelita moguć, zahvaljujući nižoj gustini atmosfere na većim visinama. Na primer, iako je minimalno rastojanje od „Međunarodne Svemirske Stanice“ (International Space Station) do „ESA Space Debris Telescope“ oko 400 km, atmosferska gustina je manja nego u evropskom eksperimentu dajući kao rezultat manja opadanja u poređenju s ovim eksperimentom.
DARPA kvantna mreža, 10-čvorna kvantna kriptografska mreža, funkcioniše od 2004. u Americi u državi Masačusets. Razvile su je kompanije BBN Technologies, QinetiQ, Univerzitet Harvard i Univerzitet u Bostonu.
Trenutno postoje četiri kompanije koje nude komercijalne kvantne kriptografske sisteme; id Quantique (Ženeva), MagiQ Technologies (Njujork), SmartQuantum (Francuska) i Quintessence Labs (Australia). Nekoliko drugih kompanija ima aktivne istraživačke programe u ovoj oblasti, uključujući kompanije Toshiba, HP, IBM, Mitsubishi, NEC i NTT.
Tehnologija za kvantnu enkripciju švajcarske kompaije Id Quantique je korišćen u ženevskom kantonu za prenos izbornih rezultata do prestonice 21. oktobra 2007.
Prvi bankovni transfer uz korišćenje kvantne kriptografije desio se u austrijskom gradu Beču 2004. god. Važan ček za koji je bila potrebna apsolutna sigurnost je prenesen od gradonačelnika ovog grada do Austrijske banke.
Prva svetska računarska mreža zaštićena kvantnom kriptografijom je implementirana u oktobru 2008. na naučnoj konferenciji u Beču. Ime mreže je SECOQC (Secure Communication Based on Quantum Cryptography), a Evropska unija je finansirala projekat. Mreža koristi 200 km standardnog kabl od optičkih vlakana kako bi međusobno povezala šest lokacija u Beču i mestu Sant Polten, koji se nalazi 69 km zapadno od Beča.

## Kvantna kriptografija zasnovana na poziciji
Cilj kvantne kriptografije zasnovane na položaju je da se geografska lokacija igrača koristi kao (samo) verodostojnost. Na primer, neko želi poslati poruku igraču na određenom položaju uz garanciju da se može čitati samo ako se primaoc nalazi na određenom položaju. U osnovnom zadatku pozicioniranja, igrač, Alice, želi ubediti (poštene) verifikatore da se nalazi u određenoj tački. Pokazano je da ta provera položaja koristeći klasične protokole je nemoguća protiv protivnika koji kontrolišu sve položaje osim tražene pozicije za proveru. Pod različitim ograničenjima protivnika, šeme su moguće.
Kent je 2002. godine istražio prve kvantne šeme zasnovane na položaju. Patent SAD-a je odobren 2006. godine, ali se rezultati pojavili samo u naučnoj literaturi 2010.

## Perspektiva
Postojeći komercijalni sistemi su uglavnom orijentisani na zvanične insititucije i korporacije sa visokim sigurnosnim potrebama. Distribucija ključeva preko kurira se uglavnom koristi gde tradicionalna distribucija ključa ne pruža zadovoljavajuću sigurnost. Ovo ima prednost jer nema razdaljinsko ograničenje, i bez obzira na dugo vreme putovanja stopa transfera je visoka zbog postojeće infrastrukture koja nudi velike kapacitete uređaja za čuvanje podataka. Najveća odlika kvantne kriptografije je mogućnost da se otkrije bilo kakvo presretanje sigurnosnih ključeva, dok kod kurira sigurnost ključa nije dokazana. Sistemi za kvantnu distribuciju ključa imaju i prednost što su automatkski, imaju veću pouzdanost i manju cenu.
Faktori koji sprečavaju širu primenu kvantne kriptografije van visoko bezbednosnih oblasti su cena neophodne opreme, kao i činjenica da još uvek nije dokazano da postoji pretnja postojećim protokolima za razmenu ključeva. Ipak, mreže sa optičkim kablovima već postoje u nekim zemljama, tako da to daje nagoveštaj da će doći do šire primene.